# Gouvernement de Hong Kong
Pour un article plus général, voir Hong Kong.
Le Gouvernement de la région administrative spéciale de Hong Kong de la république populaire de Chine (chinois simplifié : 中华人民共和国香港特别行政区政府 ; chinois traditionnel : 中華人民共和國香港特別行政區政府 ; pinyin : Zhōnghuá Rénmín Gònghéguó Xiānggǎng Tèbié Xíngzhèng Qū Zhèngfǔ ; cantonais Jyutping : zung1waa4 jan4man4 gung6wo4gwok3 hoeng1gong2 dak6bit6 hang4zing3 keoi1 zing3fu2), communément appelé Gouvernement de Hong Kong (chinois : 香港政府 ; pinyin : Xiānggǎng Zhèngfǔ ; cantonais Jyutping : hoeng1gong2 zing3fu2) est dirigé par le chef de l’exécutif, chef du gouvernement et aussi responsable des relations avec la république populaire de Chine. Les décisions du gouvernement sont prises par des secrétaires d’état nommés par le chef de l’exécutif et approuvés par le conseil des affaires de l'État de la république populaire de Chine à Pékin. Du fait de la politique Un pays, deux systèmes, Hong Kong dispose d’un grand degré d’autonomie. Le gouvernement de Hong Kong, indépendant financièrement du gouvernement chinois, gère la politique de Hong Kong.

## Chef du gouvernement
Le chef de l’exécutif est le chef du gouvernement de Hong Kong. La loi fondamentale décrit un système de gouvernance mené par le chef de l’exécutif et un conseil exécutif, ainsi que d’un système à deux niveaux de gouvernement semi-représentatif et une justice indépendante. Le chef de l’exécutif est élu par un comité électif de Hong Kong, collège électoral de 800 membres composé d’individus et de représentants des lobbies élus à l’intérieur des 28 circonscriptions fonctionnelles définies par la loi fondamentale. Le vainqueur est alors officiellement nommé à son poste par le gouvernement chinois. Le chef de l’exécutif est chargé de l’application de la loi fondamentale, signe les lois et budgets, promulgue les lois, prend les décisions sur la politique du gouvernement et émet les ordres exécutifs. Il est assisté dans ces tâches par le conseil exécutif. À compter du 1er juillet 1997, le chef de l'exécutif de Hong Kong a officiellement remplacé le gouverneur de Hong Kong en tant que chef du gouvernement dans le cadre du transfert de souveraineté. Il est assisté par un premier secrétaire de l’administration, un secrétaire aux Finances et d’autres secrétaires dirigeant les agences gouvernementales. Les secrétaires pour chaque ministère sont nommés par le chef de l’exécutif et approuvés par le gouvernement chinois. Le secrétaire à la Justice est chargé de l’application de la loi et en particulier des poursuites légales des affaires criminelles ayant eu lieu sur le territoire. La commission indépendante contre la corruption et la commission d’audit rendent toutes les deux compte directement au chef de l’exécutif. Le chef de l’exécutif est en 2011 Donald Tsang.

## Exécutif

### Conseil exécutif
Le conseil exécutif décide en matière de politique, de la soumission des projets de loi au conseil législatif et aussi de leur rédaction. Le conseil est composé de 15 hauts fonctionnaires et 14 membres non officiels. Tous les membres sont nommés par le chef de l’exécutif et choisis parmi les hauts fonctionnaires des ministères, membres du Conseil Législatif et autres personnalités publiques influentes. Ils servent pour un mandat qui ne peut excéder celui du chef de l’exécutif.

### Hauts fonctionnaires
Dans un système appelé système de responsabilisation des fonctionnaires introduit en juillet 2002 par le chef de l’exécutif de l’époque, Tung Chee Hwa, tous les hauts fonctionnaires, dont le premier secrétaire, le secrétaire aux Finances et le secrétaire à la Justice ainsi que les responsables des ministères ne sont plus des fonctionnaires de carrière politiquement neutres, mais sont désormais choisis par le chef de l’exécutif à l’intérieur ou à l’extérieur de la fonction publique. Ce système a été mis en place pour résoudre les problèmes des administrations précédentes, en particulier de coopération entre les hauts fonctionnaires et le chef de l’exécutif. Sous le nouveau système, il y a 3 secrétaires et 12 directeurs de cabinet, ce système a pour objectif d’augmenter la responsabilisation des fonctionnaires, pour que les membres désignés politiquement soient responsables de tous les aspects de leur travail et démissionnent s'ils échouent. Sous le nouveau système, tous les directeurs de cabinet sont devenus membres du conseil exécutif et sont sous la responsabilité directe du chef de l’exécutif et non plus du premier secrétaire ou du secrétaire aux Finances.

### Directeurs adjoints et assistants politiques
Le gouvernement a publié un rapport sur le développement du Système de nomination politique le 17 octobre 2007. Deux nouveaux niveaux, les directeurs adjoints et assistants aux directeurs seraient ajoutés aux nominations politiques. Chaque directeur de cabinet sera assisté par les deux nouveaux nommés qui constitueront l’équipe politique, chargés de travailler avec les secrétaires du bureau et les cadres des ministères afin de mettre en place l’agenda politique du chef de l’exécutif. Comme pour les hauts fonctionnaires, ces nominations peuvent être faites avec ou sans expérience politique. Huit nouveaux sous-secrétaires ont été nommés le 20 mai 2008, et neuf assistants politiques furent annoncés le 22 mai 2008. De l’avis de l’exécutif lui-même, ces annonces ont été mal gérées, et il y a eu une critique étendue de nombreux points de ces nominations, en particulier au regard de la nationalité et de l’expérience des nommés, de la transparence du processus de recrutement et des salaires offerts.

## Premier secrétaire
Le premier secrétaire de l’administration est responsable de l’assistance au chef de l’exécutif dans la supervision des ministères, et joue un rôle crucial d’harmonisation entre la formulation des politiques et leur mise en place. Le premier secrétaire, depuis le 1er juillet 2022, est Eric Chan.

## Secrétaire aux Finances
Le secrétaire aux Finances est chargé de la préparation du budget gouvernemental en accord avec l’agenda politique du chef de l’exécutif, et doit s’assurer que la politique de celui-ci est en accord avec la loi sur les finances publiques. Il doit estimer les revenus et dépenses budgétaires et présenter un budget annuel au conseil législatif, décrivant les propositions budgétaires du gouvernement et apportant les changements nécessaires. Le secrétaire aux Finances actuel est Paul Chan Mo-po.

## Secrétaire à la Justice
Le secrétaire à la Justice est responsable des poursuites judiciaires et des questions de droit. Il ou elle dirige le département de la Justice.

## Bureaux du gouvernement et ministères

### Bureau du chef de l’exécutif
Le bureau du chef de l’exécutif est responsable du fait que celui-ci reçoive les meilleurs conseils et support possibles pour formuler et coordonner les politiques. Il est dirigé par le directeur du bureau du chef de l’exécutif, qui siège lors des réunions du conseil exécutif.

### Bureau du secrétaire aux Finances
Le comité d’analyse économique et de facilitation du commerce dépend du bureau du secrétaire aux Finances.

### Département de la Justice
Le département de la Justice est dirigé par le secrétaire à la Justice. Le secrétaire à la Justice est responsable de toutes les poursuites judiciaires à Hong Kong, de la rédaction de toutes les propositions de loi du gouvernement, et de conseiller les autres ministères et départements du gouvernement sur un vaste périmètre de problèmes de droit. Le secrétaire à la Justice actuel est Paul Lam.
Le département est composé de la division des poursuites, la division civile, la division politique du droit, la division rédaction des lois, la division loi internationale et la division administration et développement.

### Secrétariat du gouvernement
Après une réorganisation en 2007, le secrétariat du gouvernement est composé aujourd’hui de 12 bureaux. Neuf rapportent directement au premier secrétaire, et les trois autres au secrétaire aux Finances. Le premier secrétaire est par tradition considéré comme le chef des bureaux.
- Bureau de la fonction publique
- Bureau des affaires constitutionnelles et chinoises
- Bureau de l’éducation
- Bureau de l'environnent
- Bureau de l’alimentation et la santé
- Bureau des affaires intérieures
- Bureau du travail et de la sécurité sociale
- Bureau de la sécurité
- Bureau du transport et du logement
- Bureau du commerce et du développement économique
- Bureau du développement
- Bureau des services financiers et du trésor